# موروین (آلاباما)
موروین (به انگلیسی: Morvin) یک منطقهٔ مسکونی در ایالات متحده آمریکا است که در شهرستان کلارک، آلاباما واقع شده‌است.